# Jorge Machiñena
Jorge Machiñena (* 17. April 1936 in Montevideo; † 30. Dezember 2007) war ein uruguayischer Politiker.
Machiñena war Mitglied der konservativen Partido Nacional und gehörte innerhalb dieser der von seinem Vater Martín O. Machiñena gegründeten Lista 904 an. Der Urenkel Martín Machiñenas und Vater Jorge Machiñena Fassis saß erstmals in der 41. Legislaturperiode als stellvertretender Abgeordneter für das Departamento Montevideo in der Abgeordnetenkammer (12. September bis 30. November 1972 und erneut vom 28. Dezember 1972 bis zum 1. Februar 1973). In den nach der zivil-militärischen Diktatur anschließenden Legislaturperioden 42 bis 44 saß er als gewählter Volksvertreter ohne Unterbrechung vom 15. Februar 1985 bis zum 14. Februar 2000 für Montevideo in der Cámara de Representantes. In dieser Zeit hatte er 1987 die Position des Ersten Kammervizepräsidenten an der Seite des Vorsitzenden Victor Cortazzo in der Cámara de Representantes inne. Von März 1996 bis Februar 1997 war er sodann als Nachfolger Guillermo Stirlings Präsident des Repräsentantenhauses. Zudem nahm er 1995 für wenige Wochen vom 10. bis 30. Oktober ein stellvertretendes Mandat als Senator wahr.